# Kloster Blitterswijck

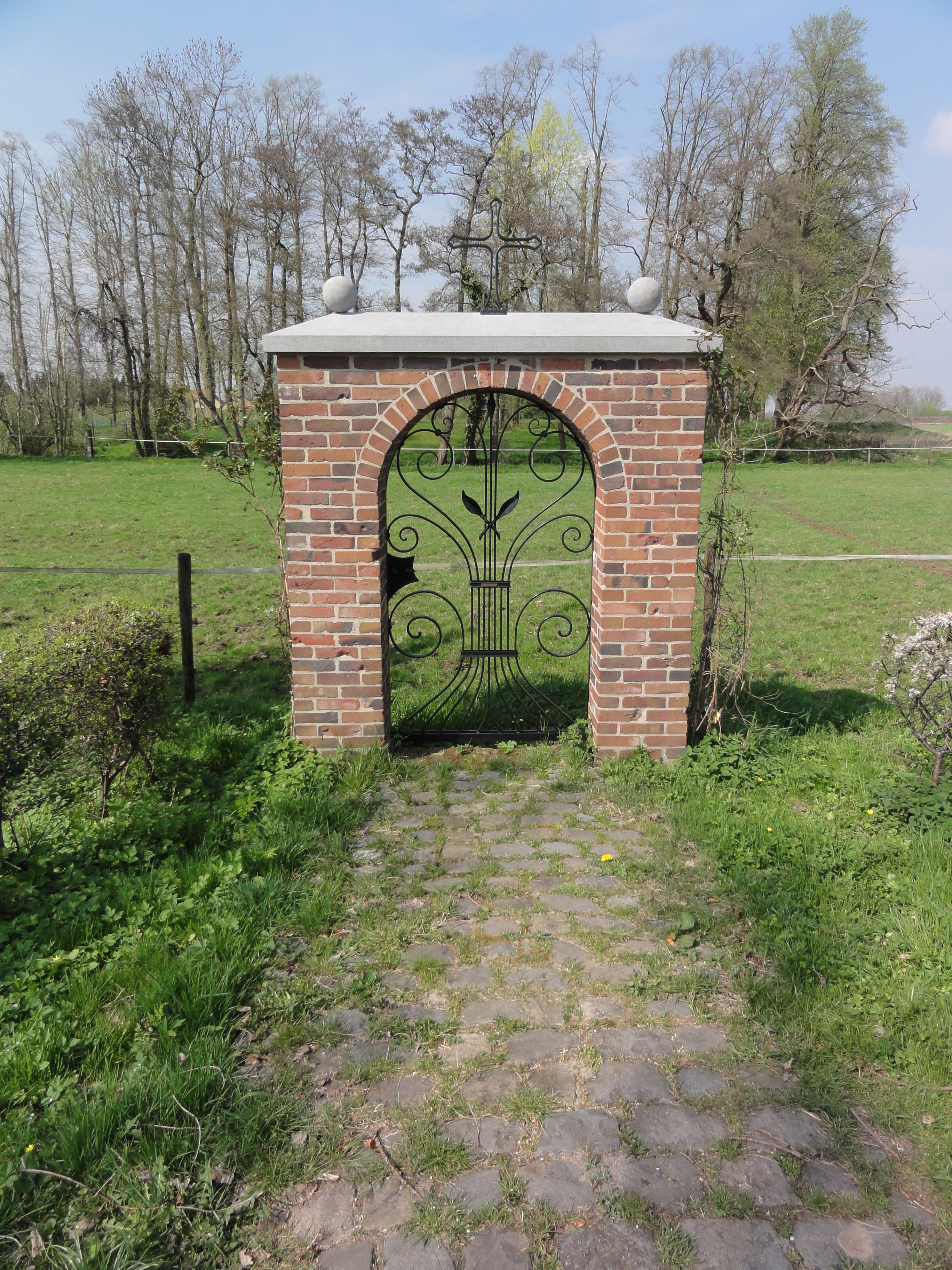

Kloster Blitterswijck war von 1903 bis 1919 ein französisches Kloster der Trappistinnen in Blitterswijck bei Venray, Provinz Limburg (Niederlande).

## Geschichte
Als 1903 in Frankreich die Auflösung der Klöster durch das Gesetz zur Trennung von Kirche und Staat drohte, gründete ein Teil der Trappistinnen von Kloster La Coudre als Zuflucht in den Niederlanden das Kloster Notre Dame de Bonne Garde in Blitterswijck, westlich Kevelaer, musste es aber 1919 wegen Überschwemmungen aufgeben und wurde 1920 vom Mutterkloster (unter Beibehaltung des Namens) zur Neugründung  nach Sainte-Anne-d’Auray geschickt, wo sich die Gemeinschaft bis 1953 halten konnte, dann aber zur neuerlichen Gründung (mit Namenswechsel) nach Campénéac übersiedelte.

### Oberin
- Marie du Sacré-Coeur Perney